# 笠松宏至
笠松 宏至（かさまつ ひろし、1931年8月8日 - 2025年2月17日）は、日本の歴史学者。専門は日本中世史。東京大学名誉教授。中世法の研究の権威である。

## 略歴
1956年3月東京大学文学部国史学科卒業。1959年3月東京大学大学院人文科学系国史学専攻修士課程修了。
1962年4月東京大学史料編纂所助手、1972年5月助教授、1979年10月教授を経て1992年3月に定年退職して5月に東京大学名誉教授になる。その後、神奈川大学歴史民俗資料学研究科教授を歴任。
東大時代は佐藤進一に師事、資料の厳密な解釈を学ぶ。
『中世の罪と罰』の共著者である網野善彦、石井進、勝俣鎭夫と共に日本中世史の「四人組」と呼ばれ、学界をリードした。

## 著書
- 『日本中世法史論』（東京大学出版会、1979年）
- 『徳政令 中世の法と慣習』（岩波新書 黄版、1983年／講談社学術文庫、2022年）
- 『法と言葉の中世史』（平凡社選書、1984年／平凡社ライブラリー、1993年）
- 『中世人との対話』（東京大学出版会、1997年）

### 共著
- （網野善彦・石井進・勝俣鎭夫）『中世の罪と罰』（東京大学出版会、1983年／講談社学術文庫、2019年）
- （佐藤進一・網野善彦）『日本中世史を見直す』（悠思社、1994年／平凡社ライブラリー、1999年）
- （網野善彦）対談『中世の裁判を読み解く』（学生社、2000年／吉川弘文館「読みなおす日本史」、2023年　ISBN　9784642075213）

### 編著
- 『日本の名著9　慈円　北畠親房』（中央公論社、1971年）
「神皇正統記」（永原慶二と）、親房の「書簡」を現代語訳
- 『法と訴訟』（吉川弘文館、1992年）